# Guttenberg (Bavière)
Pour les articles homonymes, voir Guttenberg.
Guttenberg est une commune de Bavière (Allemagne), située dans l'arrondissement de Kulmbach, dans le district de Haute-Franconie.